# Morettia
Morettia là chi thực vật có hoa trong họ Cải.